# Ollarianus bidentatus
Ollarianus bidentatus är en insektsart som beskrevs av Delong 1944. Ollarianus bidentatus ingår i släktet Ollarianus och familjen dvärgstritar. Inga underarter finns listade i Catalogue of Life.